# Malva neglecta
Malva neglecta là một loài thực vật có hoa trong họ Cẩm quỳ. Loài này được Wallr. mô tả khoa học đầu tiên năm 1824.